# Topografía de aguas superficiales y océanos
La misión Topografía de las Aguas Superficiales y Oceánicas (SWOT, por sus siglas en inglés), conocida en español como FODA; es un altímetro satelital desarrollado y operado conjuntamente por la NASA y el CNES, la agencia espacial francesa, en asociación con la Agencia Espacial Canadiense (CSA) y la Agencia Espacial del Reino Unido (UKSA).  Los objetivos de la misión son:
- Realizar un estudio global de las aguas superficiales de la Tierra
- Observar los detalles de la topografía de la superficie del océano y
- Medir cómo las masas de agua superficiales terrestres cambian con el tiempo.

Mientras que misiones satelitales anteriores como los altímetros de la serie Jason ( TOPEX/Poseidon, Jason-1, Jason-2, Jason-3 ) han proporcionado variaciones en las elevaciones de la superficie del agua de ríos y lagos en ubicaciones seleccionadas, SWOT proporcionará las primeras observaciones verdaderamente globales de los cambios. Niveles de agua, pendientes de arroyos y extensiones de inundaciones en ríos, lagos y llanuras aluviales. En los océanos del mundo, el FODA observará la circulación oceánica a escalas sin precedentes de 15–25 kilómetros (9,3–15,5 mi), aproximadamente un orden de magnitud más fino que los satélites actuales. Lo hace mediante interferometría de radar de apertura sintética.  Debido a que utiliza tecnología de altimetría de amplia franja, SWOT observará casi por completo los océanos y cuerpos de agua dulce del mundo con mediciones repetidas de elevación de alta resolución, lo que permitirá observar variaciones.

## Características
Los objetivos científicos de la misión son:
La misión de SWOT es realizar el primer estudio global de la superficie terrestre, midiendo con precisión los cambios en los cuerpos de agua a lo largo del tiempo. El satélite estudiará el 90% de la superficie terrestre, incluyendo lagos, ríos, reservas de agua y océanos al menos dos veces cada 21 días para mejorar los modelos de circulación oceánica y las predicciones meteorológicas y climáticas, así como para evaluar la gestión del agua dulce en todo el mundo[1][2][4][5].
El satélite lleva a bordo los siguientes instrumentos:
- KaRIn (Ka-band Radar Interferometer), un radar de apertura sintética en banda Ka.
- Poseidon-3C, un altímetro para medir a altura sobre o a superficie mariña.
- Un radiómetro de microondas para medir la cantidad de vapor de auga a lo largo del trayecto del altímetro para corrixir o atraso dos pulsos de radar.
- DORIS (Doppler Orbitography and Radiopositioning Integrated by Satellite), una antena para seguimiento Doppler y determinar con precisión la órbita del satélite y hacer correcciones al altímetro polos efectos de la ionosfera.
- GPSP (GPS Payload receiver), un receptor GPS para determinar la órbita con precisión.
- LRA (Laser Retroreflector Array), un retrorreflector láser para oel seguimiento desde las estaciones en tierra.